# Neotis
Genre
Le genre Neotis comprend quatre espèces d'oiseaux appartenant à la famille des Otididae.

## Liste des espèces
D'après la classification de référence (version 7.1, 2017) du Congrès ornithologique international (ordre phylogénique) :
- Neotis ludwigii – Outarde de Ludwig
- Neotis denhami – Outarde de Denham
- Neotis heuglinii – Outarde de Heuglin
- Neotis nuba – Outarde nubienne